# Alicia Kerber
Alicia Guadalupe Kerber Palma (Ciudad de México, 21 de marzo de 1959) es una diplomática mexicana. Es la actual cónsul de México en San Diego, California desde el 2024

## Biografía

### Educación
Es abogada egresada de la Universidad Iberoamericana, realizó estudios de posgrado en la Universidad Nacional Autónoma de México (UNAM), maestría en Derecho Internacional y doctorado en Derecho Internacional Público. Desde 1991 forma parte del Servicio Exterior Mexicano (SEM) y tiene el rango de ministra.

### Trayectoria
Como servidora pública ha trabajado en la Secretaría de Relaciones Exteriores (SRE), fue asesora en la Coordinación para el Medio Ambiente y Recursos Naturales, directora de Enlace con las Organizaciones No Gubernamentales, directora para la Organización de los Estados Americanos (OEA), también ha desempeñado cargos en la Comisión Nacional de Derechos Humanos (CNDH), la Secretaría de Turismo (SECTUR), el Centro de Inteligencia y Seguridad Nacional (CISEN), la Secretaria de Educación Pública (SEP) y el Instituto de Seguridad y Servicios Sociales de los Trabajadores del Estado (ISSSTE).
Al exterior ha ocupado cargos dentro de Organismos Internacionales, ha sido encargada de Asuntos Políticos en la Embajada de México en Colombia, en 2003 fue titular del Consulado de México en San Pedro Sula, Honduras; en 2006 empezó a formar parte del equipo de trabajo de la Misión de México ante la OEA y en 2010 y 2011 fue Encargada de Negocios en la Embajada de México en Irlanda. A partir de 2012 iniciaría su labor como cónsul titular en Kansas y posteriormente, en 2016 en Filadelfia y en febrero de 2024 fue nombrada cónsul de México en San Diego, California 

## Publicaciones
Ha publicado diferentes libros y artículos en revistas especializadas en México y otros países, éstos relacionados con Organismos Internacionales, derechos humanos, perspectiva de género, seguridad, etc. Por ejemplo:
- Las ONG en la diplomacia internacional. El encuentro de dos mundos
- Herramientas de la justicia penal internacional
- La responsabilidad de proteger. Una herramienta contra la impunidad y el caso de Siria
- Atención con perspectiva de género para las comunidades en el exterior

## Logros
En 2015 creó e implementó el Programa de la Ventanilla de Atención Integral a la Mujer (VAIM) en el consulado de Kansas City, el cual inició solamente como un programa piloto. Este programa trata de atender las brechas que existen entre hombres y mujeres aún en el entorno migrante. Desde 2016 dicho programa se aplicó y empezó a funcionar en todos los consulados de México en EE. UU.
Los principales objetivos del programa son trabajar con un enfoque de género para dar voz a la población migrante, en especial, poner al servicio de las mujeres los programas y servicios de las Representaciones Consulares de México.

## Reconocimientos
Dentro de sus reconocimientos está el que le otorgó AL DÍA News en 2017 en la ceremonia "Women at the top" que reconoció a algunas mujeres latinas por su trayectoria.